# Еревански отряд
Еревански отряд е войсково съединение на Действуващата Руска армия на Кавказкия фронт в Руско-турската война (1877-1878).
Ереванският отряд е формиран в началото на април 1877 г. Личният състав е от 11 675 офицери и войници и 32 оръдия. Командир на отряда е генерал-лейтенант Арзас Тергукасов.
Задачата на отряда е да осигури левият фланг на Действуващия Руски корпус на Кавказкия фронт и неприкосновеността на руската територия в района.
Започва военните действия с преминаването на планината Агридаг. На 18 април 1877 г. превзема Баязет и настъпва за да облекчи действията срещу Карс. Завзема манастира „Сури Оханес“ и Задейкан. Настъпателните действия по линия от 210 км. от изходните позиции намаляват състава на отряда до 7000 офицери и войници. Независимо от това води битката при Драмдаг. Победата открива пътя на отряда към Пасинската долина. Срещу него са насочени основните османски сили, които обсаждат Баязет и прекъсват връзката с основната му снабдителна база. На 9 юни отряда води битката при Даяр. Преминава към отбрана на планината Драмдаг и след битката при Зевин се оттегля на руска територия.
През края на юни 1877 г. получава попълнения и подновява настъпателните действия. На 26 юни разгромява османските сили и деблокира руския гарнизон в Баязет.
През периода на отбранителните действия охранява държавната граница и спира противниковото настъпление при Зорския проход. През периода на второто руско настъпление участва в битката при прохода Деве бойня, след което отряда се оттегля в Алашкерската долина. Тук го заварва Одринското примирие.
През целия период на войната в Кавказ, Ереванският отряд е една от най-активните руски войскови формации.